# Rollladen

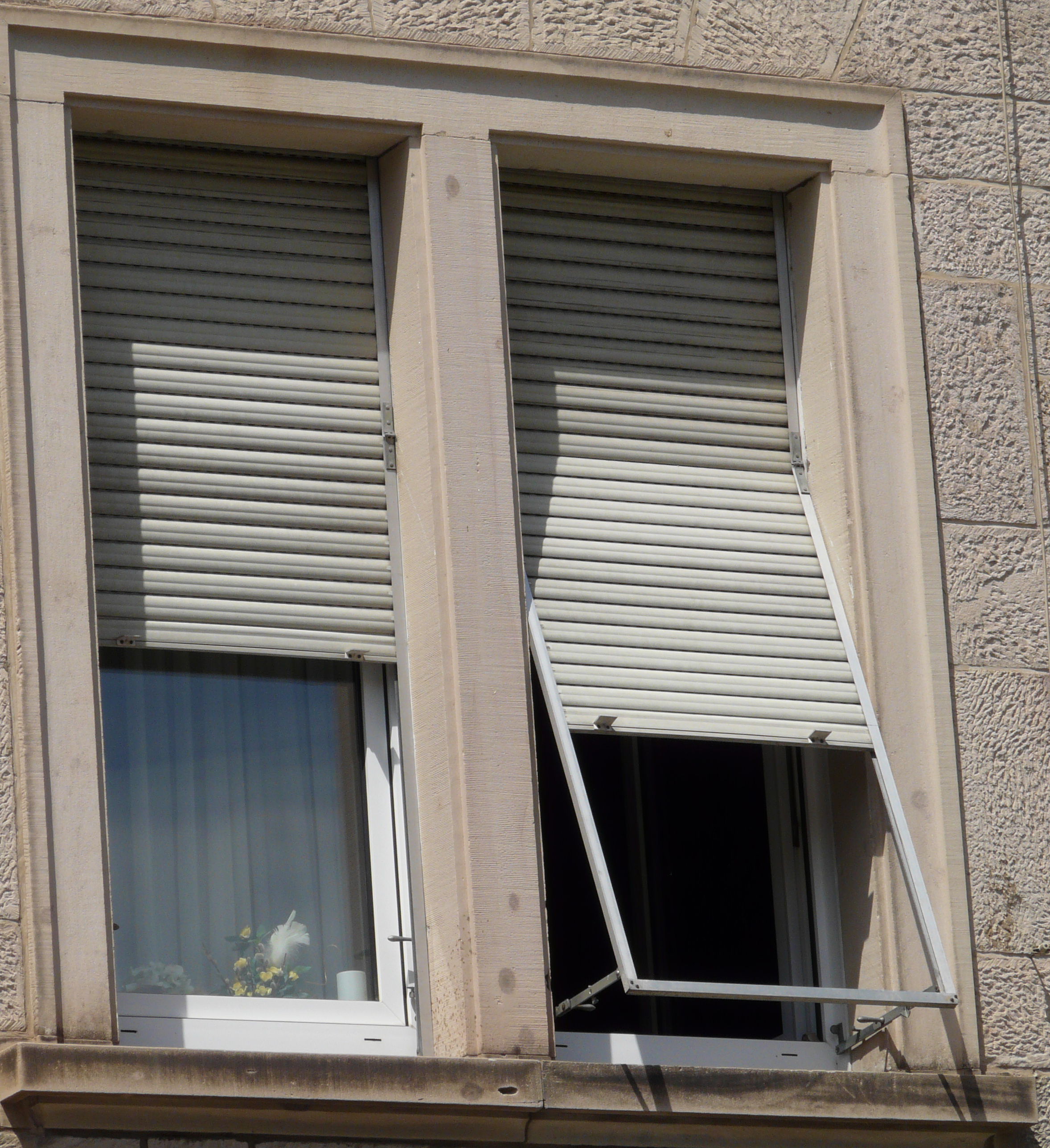
Ausstellbarer Rollladen

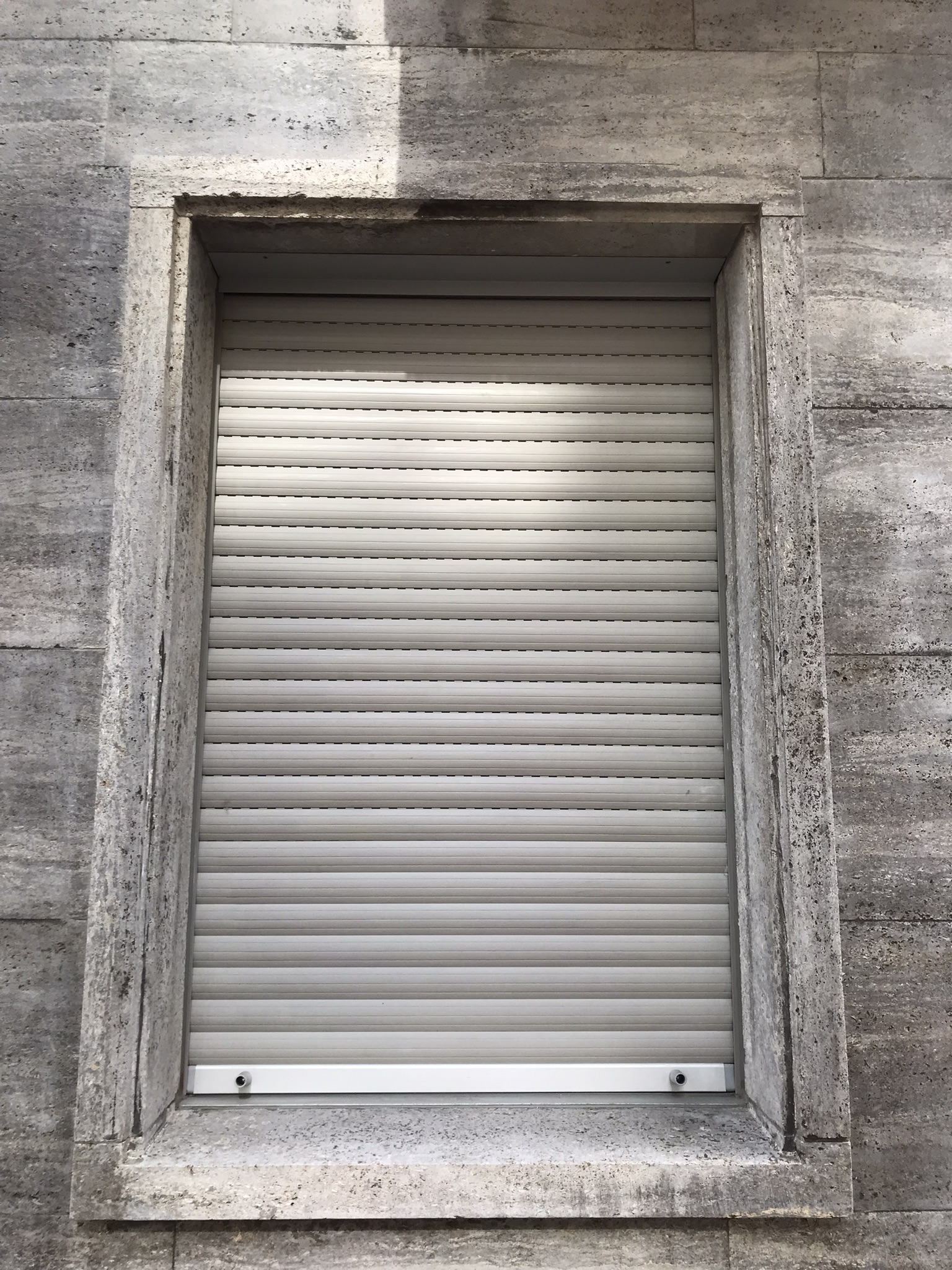
Kunststoff-Rollladen vor einem Fenster. Oben sind die Lüftungsschlitze zwischen den Lamellen erkennbar, die noch sichtbar sind, solange der Rollladen nicht ganz herabgelassen ist.

Ein Rollladen (Plural: Rollläden, seltener Rollladen; im Schweizer Hochdeutsch auch die Store oder der Storen, im Schweizerdeutschen meist Store(n) (mask.)) ist ein Rollabschluss, der als zusätzlicher Abschluss einer Öffnung dient.
Er wird in der Regel von außen vor ein Fenster oder eine Tür montiert und kann je nach Ausführung verschiedene Schutzeigenschaften erfüllen, wie:
- Einbruchhemmung,
- Schallschutz,
- Schutz vor Licht-Einstrahlung (nachts: Straßenlaternen, Reklame, Ampeln wie auch tags),
- Schutz vor Sonneneinstrahlung,
- Sichtschutz und
- Wärmedämmung.

Technisch ähnelt er einem Rolltor.

## Geschichte

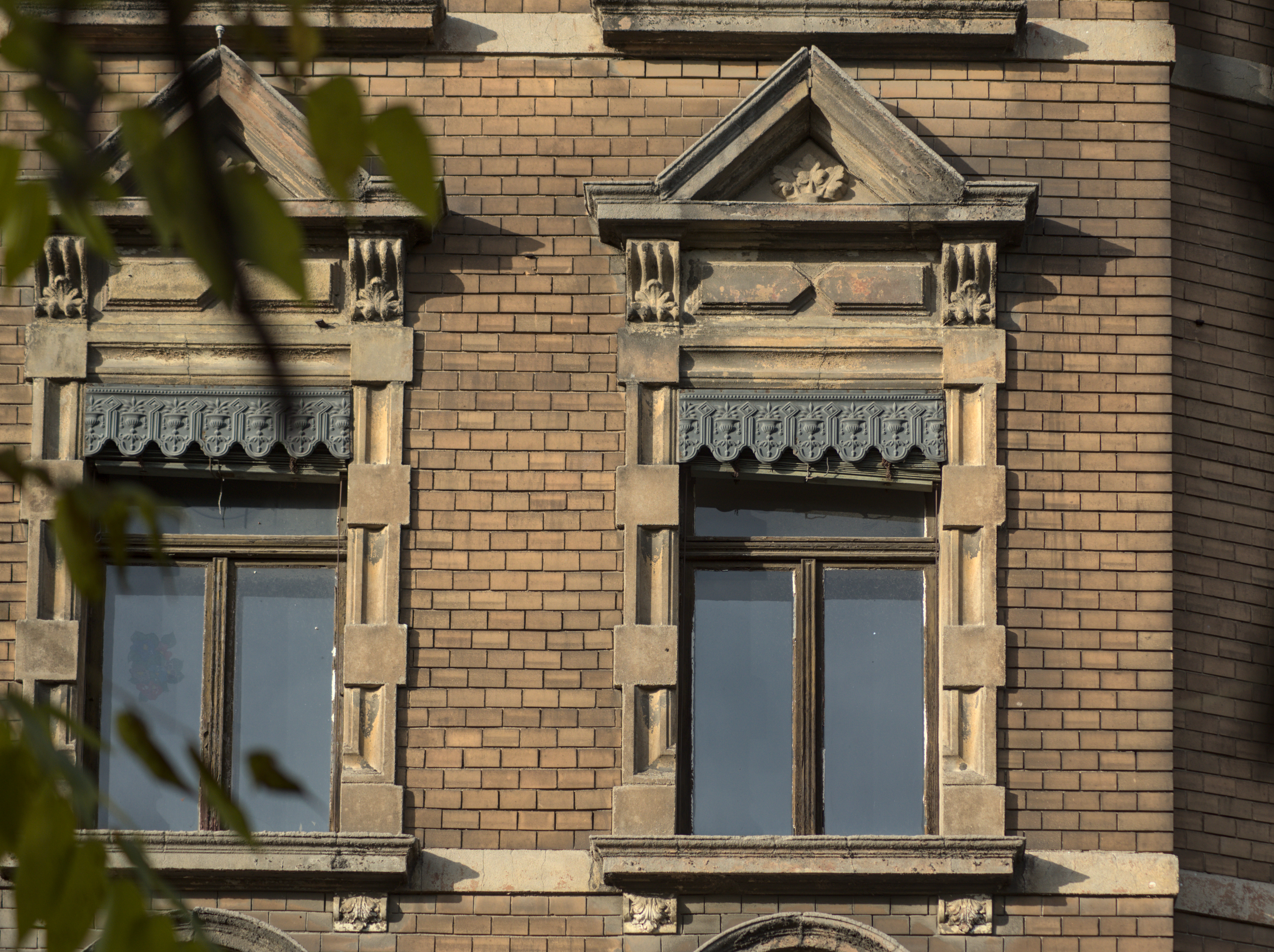
Historischer Rollladen mit Blechverblendung aus der Gründerzeit

Die Ursprünge des Rollladens wurzeln in einfachen Klappläden aus Holz. Solche Klappläden wurden schon in der Römerzeit verwendet und dienten als Sichtschutz. Im 18. Jahrhundert entwickelten die Franzosen Jalousien, die zuerst starr, später mittels Bändern (nach oben) zusammenziehbar waren (Zugjalousien). In einem weiteren Schritt wurden Jalousien entwickelt, die mittels einer Welle aufrollbar waren (Rolljalousien). Daraus entstand der heutige Rollladen.

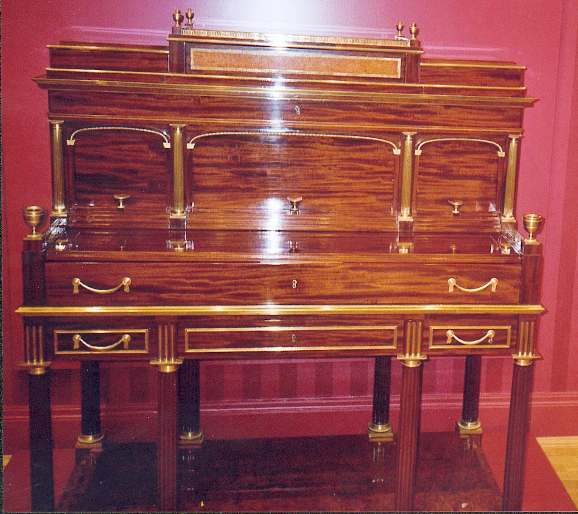
Schreibschrank von David Roentgen, um 1780/90

Bereits im 18. Jahrhundert wurden Rollläden aus feinen Holzleisten an hochwertigen Möbeln (z. B. von David Roentgen) verwendet, etwa um an einem Sekretär das Schreibfach zu verschließen. Die Verwendung an Möbeln findet sich gelegentlich noch heute, vor allem an Aktenschränken in Büros, wo der Inhalt tagsüber häufig gebraucht wird, offen stehende Klapptüren (die geöffnet in den Raum ragen) oder Schiebetüren (die immer nur einen Teil des Schrankes freigeben) aber hinderlich wären.
Seit 1961 wird das heutige Rollladen- und Sonnenschutztechniker-Handwerk (früher Rollladen- und Jalousiebau) in Deutschland vom Bundesverband Rollladen + Sonnenschutz e. V. vertreten. Das Rollladen- und Sonnenschutztechniker-Handwerk ist darüber hinaus zuständig für außen- und innenliegenden Sonnenschutz wie Markisen, Jalousien, Raffstores, Fensterläden, Rollgitter, Rolltore, Verdunkelungen, Insektenschutz, Innenbeschattungen sowie dazugehörige Antriebe und Steuerungen.

## Bestandteile

### Rollpanzer
Der Rollpanzer oder Rollladenbehang besteht aus gelenkig miteinander verbundenen Rollladenstäben (auch Rollladenprofile genannt). Er ist das schützende Teil des Rollabschlusses, das die Öffnung schließt. Je nach Anforderungen kann er verschieden beschaffen sein. Die am häufigsten verwendeten Materialien sind
- Kunststoff, vorwiegend Hart-PVC,
- Aluminium, oft mit Polyurethan ausgeschäumt,
- Holz, in der Regel Kiefernholz,
- Stahl oder rostfreier Stahl.

Die Rollladenstäbe gibt es in verschiedenen Abmessungen. Man unterscheidet zwischen „linksrollenden“ und „rechtsrollenden“ Panzern. Um diese zu unterscheiden, muss man sich den Rollladen von der linken Seite gesehen (das „links“ ist von innen, soll heißen: vom Zimmer aus, gesehen gemeint) vorstellen. Wenn sich die Welle beim Aufrollen im Uhrzeigersinn dreht, ist es ein Rechtsroller, andersherum ein Linksroller. Die am häufigsten verwendeten Profile sind doppelwandig, mit Ausnahme von Holzprofilen und den selten vorkommenden einwandigen Aluminiumprofilen, und teilweise ausgeschäumt, was eine höhere Stabilität mit sich bringt.
Die Stäbe, ausgenommen Holzrollläden, werden ineinander geschoben. Im unteren Teil des Panzers (üblicherweise ¾ bis ⅔ der Panzerhöhe) werden Profile mit Lichtschlitzen versehen. Durch sie kann man den Lichteinfall und die Lüftung fast stufenlos regulieren. Die Hinterlüftung der Rollläden ist im Sommer wichtig, damit sich keine Hitze zwischen Fensterscheibe und Rollladen staut. Ein Hineinziehen des Rollladenpanzers in den Rollladenkasten bzw. Rollraum wird durch Anschlagstopfen an den Endstäben oder einen Winkelendstab verhindert. Bei einer Motorbedienung wird je nach Motortyp der Endpunkt am Motor eingestellt, so dass der Anschlag nicht benötigt wird. Moderne Motoren haben eine Endpunkterkennung, so dass kein Einstellen des Motors notwendig ist. Dadurch kann der Rollladen nicht mehr auflaufen, z. B. auf Terrassenmöbeln.
Der Panzer muss gegen das Verschieben der einzelnen Stäbe gesichert sein, da dies die Funktion beeinträchtigen kann. Dies kann durch Klammern oder Arretierungsstücke verhindert werden, die an jedem zweiten Stab beidseitig befestigt werden und etwas über die Stabbreite überstehen, so dass die Stäbe nicht mehr auseinandergezogen werden können. Bei der Stiftarretierung werden kleine Stahlstifte in den Stäben platziert, welche die Profile verbinden. Diese Arretierung ist nicht ganz unproblematisch, da sich die Stifte mit der Zeit lockern können. Meist verwendet man Arretierungsstücke bei Aluminium- und Stahlprofilen, Powerclip und Klammerarretierung bei Kunststoffprofilen. Je nach Rollladentyp kann man auch Bleche („Rollraumabdeckung“ oder „Abweisblech“) seitlich in den Kästen platzieren.

#### PVC
PVC-Stäbe sind leicht, günstig, bieten die beste Wärmedämmung und sind pflegeleicht. Nachteile sind ihre Biegsamkeit, die die Einsatzbreite begrenzt (bis zu 2 m ohne Verstärkung) und die fehlende Einbruchhemmung. Standardfarben sind Weiß, Grau, Beige oder Holzfarben, aber durch moderne Kunststoffe gibt es auch viele zusätzliche Farben wie Blau, Gelb und Rot. Ein schnelles Vergilben wird heute durch Zusatzstoffe in den Rezepturen verhindert.
Im Einsatz als Sonnenschutz sollten Kunststoff-Rollladen nie ganz geschlossen, sondern immer auf Lichtschlitz gestellt werden, damit eine Hinterlüftung des Rollladens gewährleistet ist. Durch diese einfache Maßnahme kann das Verziehen des Rollladenpanzers durch große Hitze vermieden werden. Durch Alterung wird der Rollpanzer härter.

#### Aluminium
Bei Aluminiumstäben wird unterschieden zwischen rollgeformten und stranggepressten Aluminiumpanzern.
- Rollgeformte Profile haben eine dünne Wandung und sind deshalb generell ausgeschäumt, um ihnen ausreichend Stabilität zu geben. Durch den geringeren Materialeinsatz sind sie leichter und in der Regel günstiger als stranggepresste Profile.
- Stranggepresste Profile haben eine dicke Wandung, was sie sicherer und stabiler, aber auch teurer und schwerer macht als rollgeformte. Oft sind diese Panzer hohl, manchmal haben sie eine PVC-Einlage in der Kammer oder sind ausgeschäumt. Sie werden beispielsweise in Sicherheitsrollladen eingesetzt. Ausgeschäumte Aluminiumstäbe besitzen eine gute Schalldämmung. Sie bieten bei Abstimmung mit dem gesamten Rollladen und in Kombination mit einer Hochschiebesicherung eine gute Einbruchhemmung, sind recht biegefest, witterungsbeständig, aber auch relativ teuer und schwerer als PVC-Panzer.

#### Stahl
Stahlpanzer sind sehr stabil und schwer, was sie als Schutz gegen Einbrüche interessant macht. Das ist auch ihr Haupteinsatzbereich, da sie im Vergleich zu ausgeschäumten Aluminiumpanzern sehr teuer sind.

#### Holz
Holzrollläden werden nicht ineinandergeschoben, sondern zusammengekettet. Vor dem Einsatz als Rollpanzer müssen sie gegen Witterungseinflüsse geschützt werden. Dazu benutzt man Lasuren und Lacke. Sie können bis zu einer großen Breite verwendet werden und bieten eine gute Einbruchhemmung, sind aber auch sehr teuer, schwer, pflegeintensiv und witterungsanfällig. Sie besitzen zwar keine Lichtschlitze, können aber mit einer ausziehbaren Kettung hergestellt werden. Da Holzrollläden aus nachwachsendem Rohstoff gefertigt werden, sind sie unter ökologischen Gesichtspunkten sehr empfehlenswert. Sie werden heute nur noch von wenigen Herstellern gefertigt. Für die Verwendung im Denkmalschutz werden auch alte Stabformen produziert, so dass noch erhaltene historische Holzrollläden an Gebäuden aus der Gründerzeit oder dem Jugendstil durchaus restauriert und fehlende Teile originalgetreu ergänzt werden können.

### Führungsschienen
Die Führungsschienen dienen zur seitlichen Führung des Rollpanzers sowie zum Ableiten von außen auf den Panzer wirkender Kräfte, etwa von Winddruck. Sie sind in der Regel U-förmig und bestehen aus den bereits genannten Materialien. Früher waren auch ausstellbare Schienen üblich, die in ausgeklapptem Zustand den Rollladen in einem Winkel schräg nach außen lenkten, heute werden sie nur noch selten verwendet.

### Kasten und Rollraumverkleidung

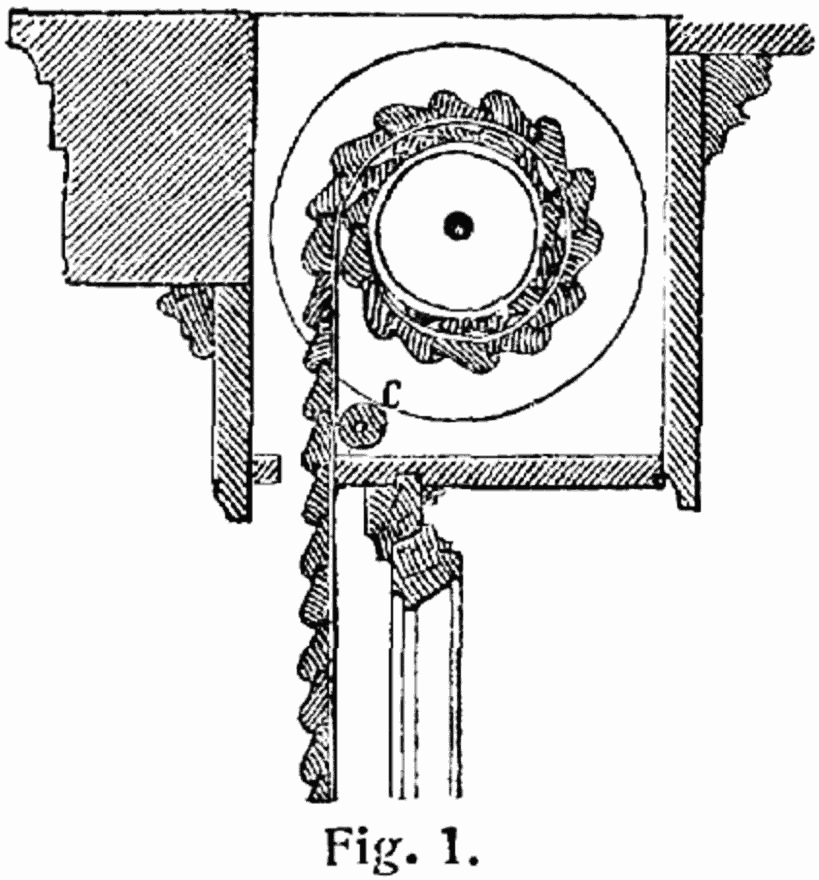
Querschnitt durch einen Rollladenkasten

Der Rollladenkasten ist eine Umschließung um den Rollraum, in dem sich in hochgezogenem Zustand der Rollpanzer samt Welle befindet. Bei den bauseitig vorgesehenen Kästen (Spankästen, Fertigkästen) ist eine ausreichende Wärmedämmung sehr wichtig.
Spankästen bestehen aus Spanplatten, die mit Dämmmaterial ausgekleidet werden. Da sie vor Ort angepasst, gedämmt und befestigt werden, ist es schwer, eine wirklich gute Wärmedämmung zu erreichen, weil oft Zugluftlücken und nicht gedämmte Flächen entstehen. Daher verwendet man heutzutage bei Neubauten hauptsächlich Fertigkästen. Diese haben meist U- oder L-Form und sind von vornherein ganzseitig gedämmt. Kästen, die als Bestandteil des Fensters direkt auf diesem befestigt sind (Aufsatzkästen), bestehen hauptsächlich aus Kunststoff mit einer Innenverkleidung aus Dämmmaterial. Vorbaukästen, die vor dem Fenster oder auf dem Mauerwerk sitzen, bestehen in der Regel ausschließlich aus Aluminium und benötigen keine Wärmedämmung, da sie sich außerhalb der beheizten Hülle befinden. Ältere Rollladenkästen können zusätzlich abgedichtet und gedämmt werden.

### Welle
Die Rollladenwelle ist der den Rollpanzer tragende Teil des Rollladens, auf dem sich der Rollpanzer aufwickelt. Der Rollpanzer wird mittels Aufhängungen oder speziellen Schienen an der Welle befestigt. Die heutzutage am häufigsten verwendete Welle ist eine Achtkant-Stahlwelle. Allerdings gibt es auch Rundwellen und Sechskantwellen, sowohl aus Stahl als auch aus Holz. Es werden verschiedene Durchmesser angeboten, unter anderem 40 mm, 60 mm und 70 mm. Bei der Auswahl sollte vor allem auf die vom Hersteller empfohlenen Maße geachtet werden, da sonst Probleme beim Aufwickeln und dem Ballendurchmesser auftreten könnten. Bei schweren Rollpanzern können verstärkte Stahlwellen verwendet werden. Die Durchbiegung der Welle darf maximal 1/500 der Wellenlänge betragen, da sonst das problemlose Aufwickeln des Panzers nicht gewährleistet ist. Da die Stahlwellen hohl sind, können bei ihnen Rohrmotore verwendet werden, die in die Welle eingeschoben werden.
Es gibt auch Federwellen, in denen sich eine Feder befindet, die beim Herunterlassen des Panzers gespannt wird, wodurch beim Hochziehen nur noch geringe Kräfte aufgebracht werden müssen.

### Antriebs- und Bedienungselemente

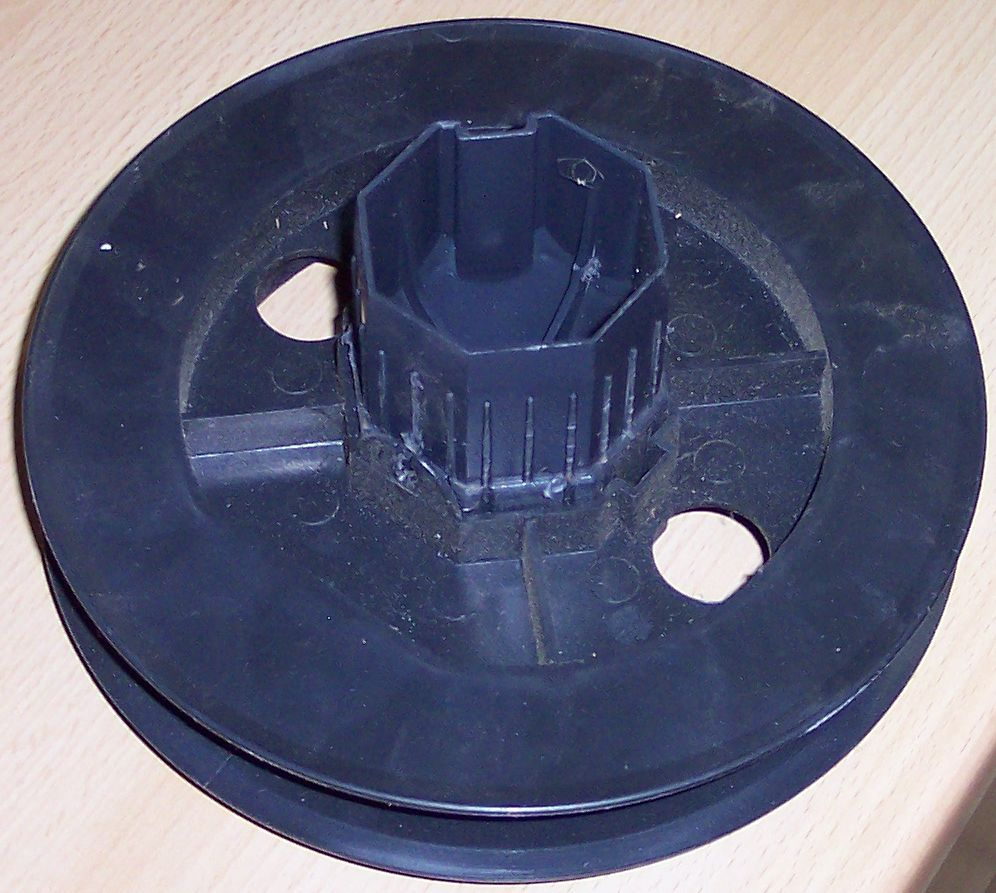
Gurtscheibe

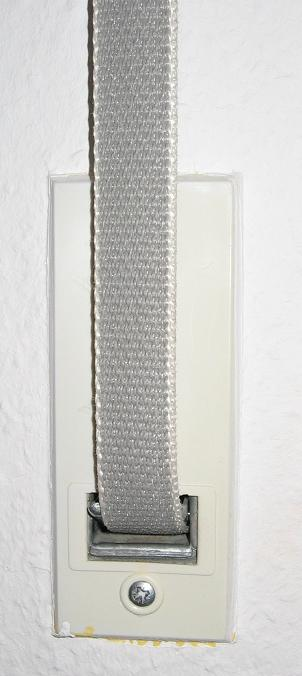
Verkleideter Aufroller mit Gurt

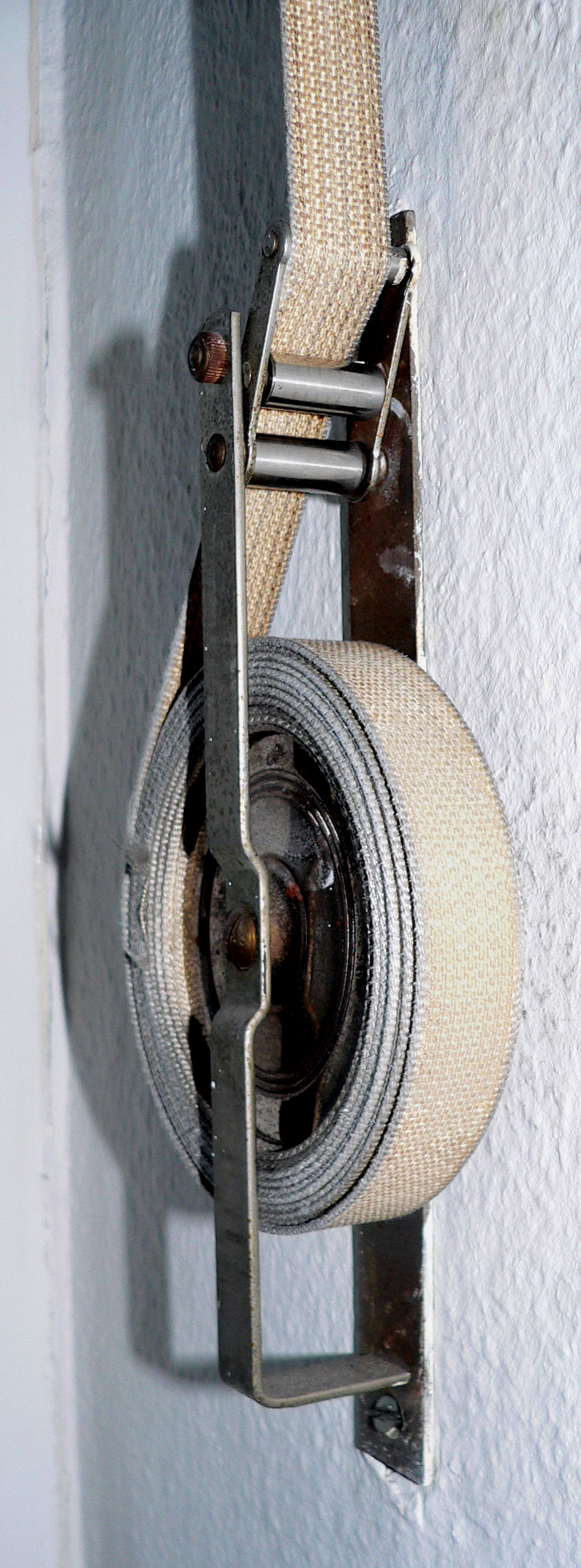
Aufroller ohne Verkleidung

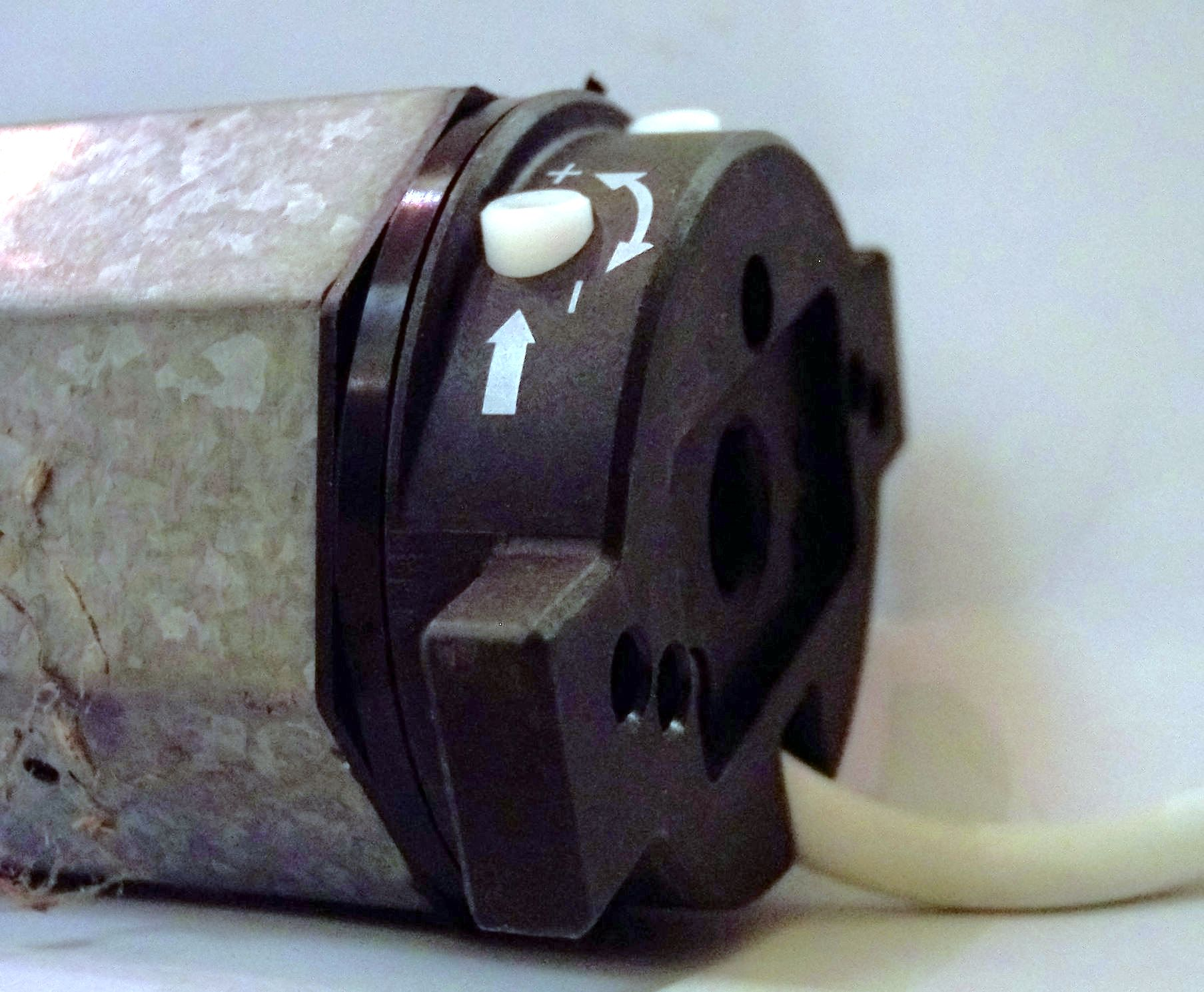
Rohrmotor in eine 8-Kantwelle eingeschoben, zu sehen sind die Endschaltereinstellelemente und die Mitnehmer.

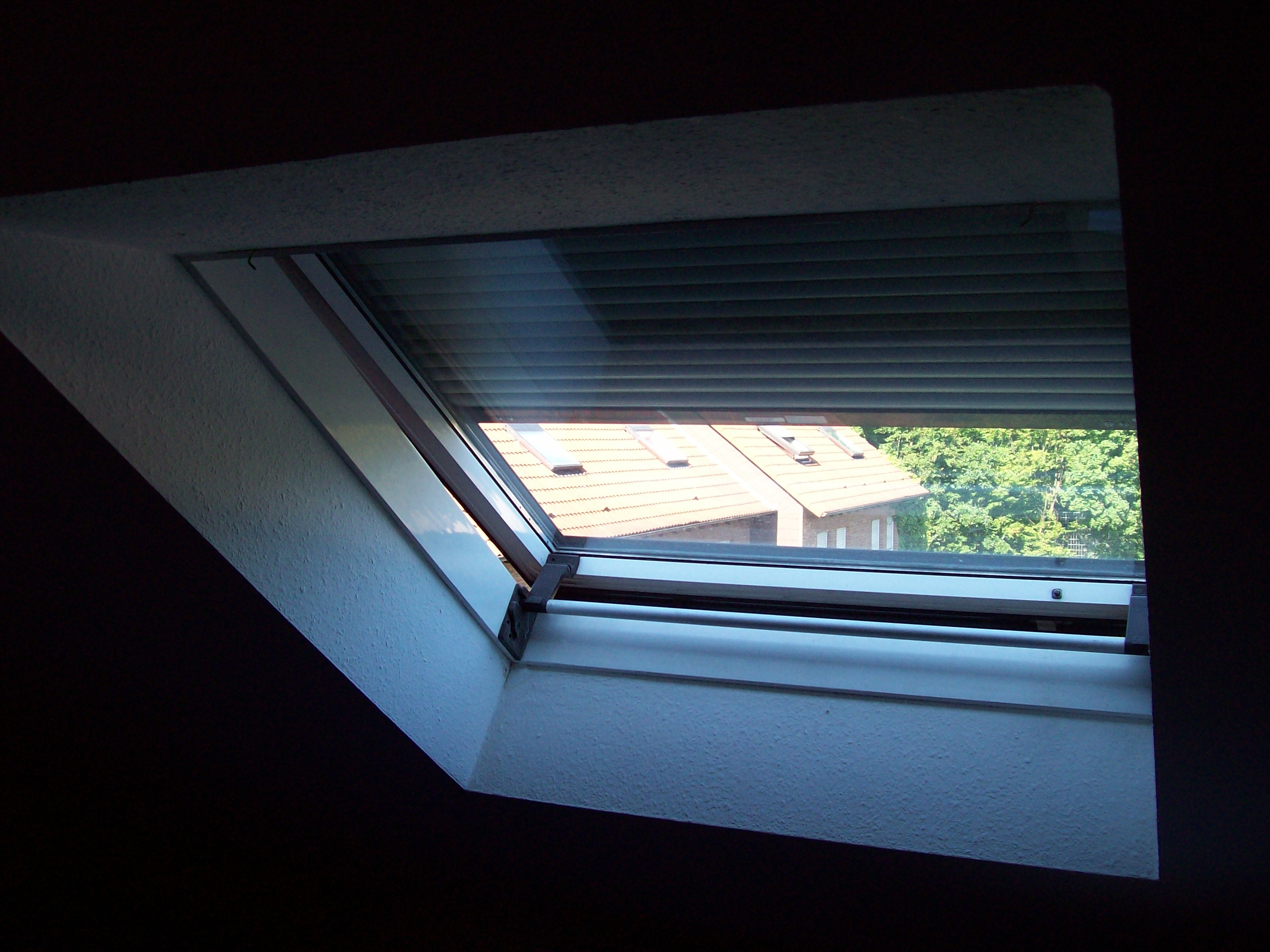
Rollladen eines Dachfensters

Es gibt verschiedene Methoden, einen Rollladen zu bedienen.
Beim Gurtzug wird ein Gurtband um eine Gurtscheibe gewickelt, die sich auf der Welle befindet, dann wird das Band in den Wohnraum geleitet. Beim Ziehen am Gurt dreht sich die Welle, und der Rollpanzer wickelt sich auf die Welle auf. Durch sein Eigengewicht wickelt sich der Panzer beim Loslassen des Gurtes wieder ab. Damit der Panzer in seiner aufgewickelten Position bleibt, befindet sich im Gurtwickler eine Bremse, die den Gurt festhält. Die Zugkraft am Gurt darf 90 N nicht überschreiten (nach DIN 13659). Um den Kraftaufwand zu verringern, ist es möglich, statt einer Gurtscheibe ein Getriebe einzusetzen. Dadurch wird allerdings das zu ziehende Gurtband entsprechend dem Übersetzungsverhältnis des Getriebes länger. Der Gurt muss gerade verlaufen, da er sonst schnell verschleißt.
Bei leichten Rollläden kann man anstatt des Gurtes auch Kordeln verwenden, die um Ecken geführt werden können. Allerdings kann man an diesen weniger Kraft aufbringen.
Bei sehr schweren Rollläden kann ein ähnliches System mit einem Stahlseil und einer Kurbel angewandt werden. Aufgrund der großen Übersetzung an der Kurbel muss bei solchen Systemen nur eine geringe Kraft aufgebracht werden.
Beim Gelenkkurbelgetriebe sitzt ein Getriebe im Rollladenkasten, das mit der Welle verbunden ist. Dieses führt über einen Vierkantstahlstab zu einer Gelenkkurbel. Beim Drehen der Gelenkkurbel wird die Welle in Bewegung gesetzt.
Die bequemste Antriebsart ist der Rohrmotor. Er wird in die Welle geschoben und dreht diese. Es gibt Rohrmotore in verschiedenen Stärken und Umdrehungsgeschwindigkeiten. Die Endlagen, an denen der Panzer halten soll, sind am Motor einstellbar. Es gibt auch Motore, die über Funk gesteuert werden, allerdings ist immer eine Elektroverbindung zum Stromnetz notwendig. In Verbindung mit Zeitschaltuhren kann der Rollladen automatisch, z. B. zu bestimmten Zeiten, hoch- und heruntergefahren werden. Ein zusätzlicher Sonnensensor ermöglicht ein Herunterfahren bei Sonnenschein, um ein Erhitzen des Raumes zu vermeiden. Mittels Dämmerungssensor oder per Zeitschaltuhr kann der Rollladen abends heruntergefahren werden. Damit wird ein bewohntes Haus vorgetäuscht. Außerdem gewährleistet das automatische Herunterfahren der Behänge im Winter, dass so wenig Heizenergie wie möglich durch die Fenster verloren geht.

## Funktionen
Ein Rollladen kann je nach Ausführung verschiedene Funktionen erfüllen.

### Wärmedämmung
Bei richtiger Anbringung kann ein Rollladen den Wärmeverlust am Fenster oder an der Tür verringern. Die Wärmedämmung hängt vom Material, von der Form und von der Dicke des Rollpanzers ab. Wichtiger jedoch ist die Tiefe des Luftzwischenraumes zwischen Rollladen und Fenster. Außerdem muss eine Dichtigkeit des Rollladens, vor allem zwischen Panzer und Führungsschienen, durch Keder und Bürsten gewährleistet werden. Damit möglichst wenig Außenluft in den Rollladenkasten gelangt, muss der Rollpanzer von den Aufhängungen (Stahlfedern) an den Sturz gedrückt werden.
Eine zusätzliche Dämmung des Rollladenkastens kann durch das Einmontieren von Dichtungsleisten am Auslass-Schlitz des Kastens erzielt werden. Auch bei offenem Rollladen (Rollladenpanzer hochgezogen) kann so ein Eindringen von kalter Luft in den Kasten weitgehend verhindert werden. Bei älteren Rollladenmodellen kann sich auch akustisch eine hörbare Verbesserung einstellen. Wichtig bei den Rollladenkästen ist auch der richtige Revisionsdeckel. Mit modernen Kunststoffdeckeln (die nicht übertapeziert werden sollen und müssen) kann eine wesentliche Verbesserung der Isolierung im Kastenbereich erreicht werden. Die Wahl des richtigen Revisionsdeckels entscheidet über das Dämmniveau des Rollladenkastensystems.

### Sommerlicher Wärmeschutz
Durch Abschirmen der Sonneneinstrahlung kann der Rollladen aus Holz im Sommer materialbedingt besonders effektiv vor dem Erhitzen des Raumes schützen. Rollläden aus Kunststoff oder Jalousien aus Metall heizen sich bei anhaltender Sonneneinstrahlung dagegen vergleichsweise stark auf, strahlen die Wärme an die Innenräume ab und machen unter Umständen eine Klimaanlage erforderlich. Deshalb sollten an der Südseite eines Gebäudes bevorzugt Rollläden aus Holz verbaut werden.
Sonnenbeschienene Rollläden schützen vor Wärme, wenn mindestens die Lichtschlitze noch geöffnet bleiben. Andernfalls heizt sich die eingeschlossene Luft zwischen Rollladen und Fenster auf sehr hohe Temperaturen auf. Über das Fensterglas gelangt die zusätzliche Wärme in den Raum.

### Schallschutz
Die Höhe der Schalldämmung eines Rollladens hängt unter anderem vom Material des Rollpanzers und vom Abstand des Panzers zur Fensterscheibe (je größer, desto stärker die Schalldämmung) ab. Bei zu geringem Abstand zur Fensterscheibe kann der Rollladen den Schall sogar noch verstärken. Bei einfachen Rollkästen kann der Schall durch den Kasten die Wirkung von Schallschutzfenstern aufheben. Auf eng anliegende Dichtungen und ausreichende Dämmung des Rollkastens sollte geachtet werden. Durch Anbringen von Dichtungsleisten (Profil mit flexiblem und hitze- oder kältebeständigem Dichtungsschlauch) am Auslassschlitz können auch ältere Rollladenmodelle schalltechnisch optimiert werden.
Ein anderer Schallschutzaspekt betrifft das beim Hochziehen oder Herunterlassen der Rollläden entstehende Geräusch. Insbesondere bei großen Mehrfamilienhäusern mit vielen Fenstern kann es zu einer Belästigung der Nachbarn führen. Je langsamer ein Rollladen bewegt wird, desto leiser ist sein Geräusch (bis an die Grenze, wo eine starke Reibung in den Schienen bei zu langsamem Bewegen zu sehr lautem Geräusch führt).

### Wind- und Wetterschutz
Durch Rollläden kann verhindert werden, dass es bei nicht ganz dicht schließenden Fenstern zu Windzug oder Durchregnen kommt. Die Witterungseinflüsse auf Fenster und Fensterrahmen werden reduziert. Kunststoff-Rollläden bieten zwar Schutz vor Hagelschlag, allerdings können größere Hagelkörner bei direktem Aufprall die äußere Hülle zerschlagen. Bei schwerem Hagel empfiehlt es sich daher, Kunststoff-Rollläden offen zu lassen.

### Einbruchhemmung
Der Rollladen aus Kunststoff bietet so gut wie keinen Einbruchschutz, da er binnen weniger Minuten durch Zerschneiden oder Durchbrennen zerstört werden kann. Für eine ordentliche Einbruchhemmung sollten der Panzer aus Aluminium, Holz oder Stahl und die Führungsschienen aus Aluminium oder Stahl bestehen. Der Rollladenpanzer muss gegen Hochschieben gesichert sein. Bei geprüften Rollladensystemen werden die Widerstandsklassen RC1 (kaum Einbruchhemmung) bis RC6 (hohe Einbruchhemmung) vergeben (gemäß Normen EN 1627–1630 bzw. ÖNORM B 5338). Motorgetriebene Rollladen lassen sich nur ein kurzes Stück hochschieben, da der Getriebemotor die Achse blockiert. Darüber hinaus sind einige Rollladenmodelle mit sogenannten festen Wellenverbindern oder Hochschiebesicherungen ausgestattet. Sie fixieren den Rollladenpanzer stabil an der Welle und halten einer Hochschiebekraft von über 1000 Newton stand. Dadurch wird das Aufhebeln des Rollladens erheblich erschwert. Teilweise besitzen die Rollladenkästen eine Sperrnut, die – bei Verwendung von Federbügeln – den Rollladenpanzer in geschlossenem Zustand gegen diese Nut drückt und den gleichen Effekt erzielt wie bei einem motorbetriebenen Rollladen.

### Sicht- und Lichtschutz
Der Rollladen dient bei Dunkelheit als Sichtschutz und ermöglicht bei Tageslicht das Verdunkeln eines Raumes. Er kann auch – ähnlich einem Rollo – als Sonnenschutz fungieren.
Für Bürobauten sind Tageslichtrollläden sinnvoll, die im oberen Teil die Sonne ganz abblocken, aber im unteren Bereich Zwischenteile haben, die eine Sicht nach draußen ermöglichen. Wird der Rollladen ganz heruntergelassen, so schließen sich diese Lücken. Bei einer anderen Variante werden Jalousien hochgedreht, sobald die Lamellen aufeinander geschoben werden (jalousierter Rollladen). Auch dadurch kann die Sicht auf die Umgebung gewährleistet werden. Nicht zuletzt gibt es die Möglichkeit, den Rollladen auszustellen, wodurch sich zusätzlich eine indirekte Beleuchtung über die Decke einstellt.

## Einbauarten
Es gibt verschiedene Einbaumöglichkeiten von Rollladenanlagen.

### Konventioneller Einbau
Der Rollladenkasten sitzt über dem Fenster bzw. der Balkon- bzw. Terrassen-Tür als sogenannter Sturzkasten. Er wird von außen meist durch Klinker oder Putz verdeckt. Der Rollladenpanzer verschwindet optisch im Mauerwerk. Diese Methode wird heute bei den meisten Neubauten angewendet. Ein nachträglicher Einbau ist mit unrealistisch hohem Aufwand verbunden und geschieht daher kaum.

### Aufsatzrollläden
Der Kasten sitzt als Teil des Fensters oder der Tür auf dem Fensterrahmen. Diese Einbauart wird oft bei Erneuerung der Fenster angewendet. Der Nachteil ist, dass sich die Höhe des eigentlichen Fensters und somit auch die Fensterfläche verringert, was besonders bei Altbauten mit Bogenfenstern die Optik zerstören kann.

### An- oder Vorbaurollläden
Die Rollladenanlage ist ein eigenständiges, abgeschlossenes System. Der Kasten samt Führungsschienen wird entweder auf dem Mauerwerk vor dem Fenster oder der Tür oder in der Laibung angebracht. Vorbaurollläden werden gerne für den späteren Einbau am Haus verwendet, da diese sehr unkompliziert nachzurüsten sind. Weil bei dieser Einbauvariante keine Hohlräume über dem Fenster entstehen, wird die Bildung von Kältebrücken (Schwitzwasser an der Innenseite der Rollladenkästen mit der Folge möglicher Schimmelbildung) komplett vermieden, jedoch kann es je nach Größe des Rollladenkastens zu Sichteinschränkungen kommen. Vorbaurollladen können bei sorgfältiger Auswahl ein Haus optisch aufwerten.

## Sanierung
In vielen Gebäuden sind alte Rollläden in Fenster und Glastüren eingebaut, die ihre ursprüngliche Funktion zwar noch erfüllen, den Anforderungen der aktuellen Energieeinsparverordnung (EnEV) jedoch nicht mehr entsprechen. Die EnEV schreibt vor, dass bautechnische Standardanforderungen zugunsten der Gesamtenergieeffizienz von Gebäuden sowohl bei Neubauten als auch bei der Sanierung von Altbauten eingehalten werden müssen.
Die in den Kästen älterer Rollläden entstehenden Wärmebrücken können durch eine fachgerechte Sanierung gedämmt werden, was zu einer besseren Gesamtenergieeffizienz des Gebäudes führt und Schimmelpilzbildung vorbeugt. Schimmelpilze entstehen insbesondere an Innenwänden, deren Temperatur unter 12,6 °C liegt. Wird ein Rollladenkasten nicht gedämmt, wird diese kritische Temperatur der Innenwand im Winter aufgrund des hohen Wärmeverlusts schnell unterschritten und es entsteht Schimmel. Nach Dämmung der Wärmebrücken liegt bei einer Außentemperatur von −5 °C die Temperatur an diesem kritischen Innenpunkt bei 13,2 °C. Die reduzierte Abgabe von Wärme an die Umwelt sorgt somit zum einen für eine bessere Energieeffizienz und unterbindet damit zum anderen die Bildung von Schimmel. Bei einer konsequenten Isolierung im Bereich der Wärmebrücken ist mit modernen Materialien inzwischen eine Reduzierung der Wärmeverluste bis zu 56 Prozent möglich.